# Сверхвысокоуровневый язык программирования
Сверхвысокоуровневый язык программирования (язык программирования сверхвысокого уровня, англ. very high-level programming language, VHLL) — язык программирования с очень высоким уровнем абстракции. В отличие от языков программирования высокого уровня, где описывается принцип «как нужно сделать», в сверхвысокоуровневых языках программирования описывается лишь принцип «что нужно сделать». Термин впервые появился в середине 1990-х годов для обозначения группы языков, используемых для быстрого прототипирования, написания одноразовых скриптов и подобных задач.
Так, разработчики Icon (и его диалекта Unicon) описывают его как VHLL. К  языкам сверхвысокого уровня раньше часто относили такие современные сценарные и декларативные (в частности функциональные) языки как Ruby, Python, Haskell, 1С, а также Perl  и предшествовавший ему мини-язык AWK. Сейчас их чаще относят к высокоуровневым языкам (без "сверх").
Большой класс языков сверхвысокого уровня — это языки, используемые для специфических приложений и задач (то есть предметно-ориентированные). В связи с этой ограниченностью они могут использовать синтаксис, который никогда не используется в других языках программирования, например, непосредственно синтаксис английского языка. Примером VHLL, распознающего синтаксис английского языка, может служить язык компилятора текстовых квестов Inform версии 7.